# キアーナ・テシェイラ
キアーナ・アレックス・テシェイラ（Keana Alexis Texeira、1994年9月24日 - ）は、アメリカ合衆国カリフォルニア州出身の女優・歌手。ロスアンゼルス在住。
歌手での日本のレーベルは、ワーナーミュージック・ジャパン。アメリカでの活動名義は、「キアーナ・テシェイラ（Keana Texeira）」。日本での活動名義は、「キアーナ（keana）」。

## 概要
アメリカでは、女優として映画・テレビ番組・CM出演するなど幅広く活動し、日本では、主に歌手として活動する。アメリカ在住のため、日本でのイベント・プロモーション活動の際には、その度来日する。

## 来歴
- 2007年 - アメリカで女優としてデビュー。
- 2008年 - 『エージェント・ゾーハン』にて映画デビュー。以後、テレビ番組・CMに出演。
- 2010年3月10日 - 日本にてワーナーミュージック・ジャパンより歌手として『could you be the one』で先行デビュー。
- 2010年9月22日 - デビューアルバム『still in a dream』がリリース。
- 2011年公開予定の映画『SOULSTICE』に主演「ヴァンパイア・ルナ」役で出演が決定。

## 人物
- 5人兄弟の長女。

## ディスコグラフィー

### シングル
日本
- could you be the one（2010年3月10日）※WEB配信
- need to know（2010年5月12日）※WEB配信

（編曲：村山晋一郎）
- lucky color（2010年9月1日）※WEB配信

（作詞：Stefani Scovolo／作曲：SHY／編曲：村山晋一郎）
SHYのシングルずっとラプソディのカップリング曲『ラッキーカラー』の英語カバー曲。

### アルバム
アメリカ
- Luna's Dream（2010年4月15日）

日本
- still in a dream（2010年9月22日）

1. need to know
2. lucky color
3. you took my heart
4. stand up
5. one way to me
6. love it
7. yellow
8. could you be the one
9. you give me butterflies
10. still in a dream
11. until i see you again
12. lucky color (i.t.k. club remix) - ※日本盤のボーナストラック
13. need to know (DJ KOMORI remix) - ※日本盤のボーナストラック

## 出演

### 映画
- The No Sit List（2008年）
- エージェント・ゾーハン（2008年）
- Jelly（2010年） - 「シドニー」役
- Melissa  (2010年)  - 「グレース」役
- SOULSTICE（2011年） - 「ヴァンパイア・ルナ」役

### テレビ
ドラマ
- Real Simple. Real Life.（2008年）

アワード
- Nickelodeon Kids' Choice Awards 2009（2009年3月28日）
- The Teen Choice Awards 2009（2009年9月10日）

#### CM・タイアップ
- MOONCHARM HOLLYWOOD - パワーストーンアクセサリーブランド

### イベント
日本
- 2010年
  - RINGING JAM 2010（3月21日、SHIBUYA-AX）
  - TOKYO DRIFT IN ODAIBA（3月27日、お台場(江東区青海)）
  - ZIP-FM 17th ANNIVERSARY 「ZIPPIE DANCE PARTY」（10月1日、名古屋）
  - ミニライブ・握手会（10月2日、タワーレコード梅田NU茶屋町店）
  - keana special showcase in tokyo（10月5日、WOMB）